# Laurent Charbonnel
Laurent Charbonnel   (Mende, març 1968), conegut familiarment com a Charbo o Roscoe, és un antic pilot d'enduro occità de renom internacional durant les dècades del 1980 i 1990. Al llarg de la seva carrera va guanyar un Campionat d'Europa de 350cc 4T (1989) i tres campionats de França de 125cc. Va obtenir també diverses victòries en proves de prestigi com ara la Grappe de Cyrano, el Trèfle lozérien i especialment la Gilles Lalay Classic, considerada al seu moment la cursa d'enduro més dura del món. A l'edició de 1996 d'aquesta prova, Charbonnel fou declarat guanyador Ex aequo amb Stéphane Peterhansel.
El 1991, Laurent Charbonnel va guanyar l'etapa pròleg del Ral·li Dakar, disputada a Clarmont d'Alvèrnia.

## Palmarès
- Guanyador del Trophée 125 de França i subcampió absolut (1987)
- Campió d'Europa de 350cc 4T (1989)
- 3 Campionats de França d'enduro 125cc (1997-1999)
- 5 Victòries a la Grappe de Cyrano (1995-1998, 2002)
- 2 Victòries a la Gilles Lalay Classic (1996-1997)[3]
- 1 Victòria al Trèfle lozérien (1992)